# Большая свадьба
«Большая свадьба» (англ. The Big Wedding) — американская комедийная мелодрама 2013 года режиссёра Джастина Закэма. 
В главных ролях: Кэтрин Хайгл и Роберт Де Ниро. Ремейк французского фильма 2006 г. «Мой брат женится» (Mon frère se marie, реж.: Жан-Стефан Брон) . 
Номинация на премию «Золотая малина» (худшая актриса второго плана Кэтрин Хайгл)
Слоган фильма: «Вы приглашены свидетелями!».

## Сюжет
Фильм рассказывает о жизни семейств Гриффинов и О’Коннор. Алехандро Гриффин (Бен Барнс])  решил  жениться на Мисси О’Коннор (Аманда Сайфред) Они уже нашли священника, но проблемой становятся многочисленные родственники. Отец Мисси находится под следствием за мошенничество, его счета арестованы. Мать Мисси Маффин терпеть не может Алехандро, так как не хочет «кофейных» внуков: по сюжету Алехандро родился в Колумбии.
Семья Алехандро несколько побольше: у него три мамы — биологическая Мадонна (истовая католичка родом из Колумбии), усыновившая его Элли Гриффин и Биби Макбрайд, с которой его приёмный отец Дон живёт последние десять лет. Также у Гриффинов есть и родные дети — сын Джаред и дочь Лайла, а у Мадонны есть дочь Нурия. Элли (Дайан Китон) — давняя подруга Биби (Сьюзан Сарандон). Сам Дон Гриффин (Роберт де Ниро) — скульптор и весельчак, любитель женского пола и пока не может определиться с кем он будет жить: с Элли или Биби.
Чтобы Мадонна не считала Алехандро несчастным, тот просит Дона и Элли притвориться до сих пор женатыми. Однако сама Мадонна признаётся, что изменяла мужу-фермеру и Алехандро. 
Нурия, в отличие от матери, крайне раскованная девушка очень свободного поведения. Джаред же — сплошное противоречие. Ему 29, он любимец девушек, врач-гинеколог и он решил, что не будет спать с девушками, пока не встретит свою единственную любовь. 
Через пару часов после приезда Нурия уже зовёт Джареда купаться голыми в озере. Однако до секса дело не доходит.
Лайла (Кэтрин Хайгл) — партнер в юридической фирме. Ей уже больше 30 — она самая старшая. Весь фильм она переживает из-за того, что рассталась с Эндрю. Она 4 года лечится и не может забеременеть.
Алехандро и Мисси пытаются сбежать от окружающего их хаоса, но родственники находят их. Помолвка всё равно состоялась, проходит время и все заканчивается благополучно. Нурия и Джаред переспали. Дон остаётся с Биби. Лайла забеременела и у неё рождается дочь Джейн. Она мирится с Эндрю, а Дон прибивает на семейное дерево табличку с именем её дочери — Джейн, говоря при этом «все твои бабушки — немного сумасшедшие».

## В ролях
- Роберт Де Ниро — Дон Гриффин
- Кэтрин Хайгл — Лайла Гриффин
- Дайан Китон — Элли Гриффин
- Тофер Грейс — Джаред Гриффин
- Бен Барнс — Алехандро Гриффин
- Сьюзен Сарандон — Биби Макбрайд
- Робин Уильямс — Отец Мойниган
- Кристин Эберсоул — Маффин О’Коннор
- Аманда Сейфрид — Мелисса «Мисси» О’Коннор